# Ernest William Brown
Ernest William Brown (* 29. November 1866 in Hull, Yorkshire; † 22. Juli 1938 in New Haven, Connecticut) war ein US-amerikanischer Mathematiker und Astronom.

## Leben
Seine akademische Ausbildung erhielt Brown an der Cambridge University, später lehrte er Mathematik am Haverford College (1891–1907) und an der Yale University (1907–1932).
Bekannt wurde er durch seine Studien über die Bewegung des Mondes, die er mit Hilfe einer von George William Hill entwickelten Methode durchführte. Die Hill–Brown–Eckert-Theorie (von letzterem stammt die numerische Implementierung) galt bis zur Veröffentlichung der ELP als bestes Bewegungsmodell des Mondes und war die rechnerische Basis der NASA-Mission zum Mond bis hin zur Mondlandung.
Daneben stellte er Bahnbeobachtungen verschiedener trojanischer Asteroiden, eines Jupitermondes und von Sternensystemen an.
Von 1915 bis 1916 war Ernest William Brown Präsident der American Mathematical Society und von 1928 bis 1931 Präsident der American Astronomical Society. 1912 hielt er einen Plenarvortrag auf dem Internationalen Mathematikerkongress in Cambridge (Periodicities in the solar system).
Zu seinen Doktoranden zählt Wallace John Eckert, der sich mit frühen Computer-gestützten Bahnberechnungen auch des Mondes, speziell für das Apollo-Programm, einen Namen machte.

## Ehrungen
- 1907 Goldmedaille der Royal Astronomical Society
- 1910 Pontécoulant-Preis der französischen Akademie der Wissenschaften
- 1912 Mitglied der American Academy of Arts and Sciences
- 1914 Royal Medal der Royal Society
- 1920 Bruce Medal
- 1921 Korrespondierendes Mitglied der Académie des sciences
- 1923 Mitglied der National Academy of Sciences
- 1926 Mitglied der Académie royale des Sciences, des Lettres et des Beaux-Arts de Belgique[2]
- 1936 James Craig Watson Medaille der National Academy of Sciences.

Außerdem wurden der Mondkrater Brown und der Asteroid (1643) Brown nach ihm benannt.